# صموئيل ارين أبوت
صموئيل ارين أبوت (بالإنجليزية: Samuel Warren Abbott)‏ هو جراح وطبيب شرعي أمريكي، ولد في 12 يونيو 1837 في ووبرن في الولايات المتحدة، وتوفي في 22 أكتوبر 1904 في نيوتن في الولايات المتحدة.